# Jean-A. Joly
Pour les articles homonymes, voir Joly.
Pour le sculpteur, voir Jean Joly.
Jean-A. Joly, né Jean-André Joly le 29 août 1939 à Montréal, est un administrateur et homme politique, député libéral de Fabre à l'Assemblée nationale du Québec des élections générales de 1985 aux élections générales de 1994, durant lesquelles il ne se représente pas.

## Biographie

### Jeunesse et carrière avant la politique
Jean-A. Joly naît le 29 août 1939 à Montréal de Réal Joly et d'Alice St-Pierre. Il étudie de 1945 à 1952 à l'école Saint-Herménégilde, puis à l'externat classique Sainte-Croix pendant deux ans, avant d'étudier à l'école supérieure Chomedey de Maisonneuve jusqu'en 1956. Il sort diplômé de l'Aviation royale canadienne en 1959, où il était technicien depuis 1956, et reçoit l'accréditation d'assureur-vie à l'Université Laval en 1975,. Après ses études, il devient courtier d'assurances, et est directeur, administrateur et conseiller chez La Prudentielle d'Amérique (en) de 1962 à 1968. Il est par la suite administrateur pour Crown Life Insurance Company jusqu'en 1981 et finalement pour Industrielle assurances de 1981 à 1985. 
Il est plus tard impliqué dans la lutte contre les drogues et fonde l'équipe « Les drogues, parlons-en ». De 1981 à 1984, il est aussi la personne désignée par le ministère de la Justice pour l'application de la Loi sur les jeunes contrevenants. 

### Carrière politique
Jean-A. Joly se présente dans la circonscription de Fabre aux élections provinciales de 1985 sous la bannière du Parti libéral et remporte le siège contre le député péquiste sortant Michel Leduc. Il est réélu en 1989 contre Leduc. Dans son second mandat, il est vice-président de la Commission de l'économie et du travail du 8 juin au 9 août 1989, vice-président de la Commission des affaires sociales du 29 novembre 1989 au 9 septembre 1993 et enfin président de la Commission de l'économie et du travail jusqu'au 24 juillet 1994. Il décide de ne pas se représenter aux élections de 1994.
Durant sa carrière, il était principalement un parlementaire d'arrière-ban, se rangeant avec les opinions du chef Robert Bourassa. En 1988, il fait partie d'un groupe de parlementaires ayant fait pression sur le ministre du Travail Pierre Paradis pour qu'il retire certaines politiques plus sévères d'une nouvelle réforme sociale. Il appuie aussi la création d'une nouvelle ligne de métro à Montréal ainsi que le prolongement de l'autoroute 440 à Laval. Après l'échec de l'Accord du lac Meech, dont il en était déçu, il se range du côté de Bourassa lorsque celui-ci fait un virage vers le nationalisme québécois,.

### Après la vie politique
Joly est membre de plusieurs associations tels l'Association des assureurs-vie du Canada, l'Association des assureurs-vie de Montréal, l'Association des directeurs d'agence d'assurances de Montréal et la Société de criminologie de Montréal. Joly fait aussi partie des membres de la Section canadienne de l'Association parlementaire du Commonwealth. De 2007 à 2009, il est président de la fondation des parlementaires québécois Cultures à partager.

## Armoiries
Ses armoiries, adoptées le 5 septembre 1994, se détaillent ainsi : d'or à une chaîne de gueules posée en pal et accostée de deux épées d'argent garnies d'azur leur lame enflammée de gueules ; d'un cimier à un pégase d'argent ancorné, criné et caudé d'or, arborant sur l'épaule une roue d'engrenage de gueules chargée d'un besant d'or, naissant d'une couronne d'or rehaussée de feuilles d'érable de gueules et de fleurs de lis d'azur alternées.
- Sa devise est « TÉNACITÉ · ENGAGEMENT · RESPECT ».

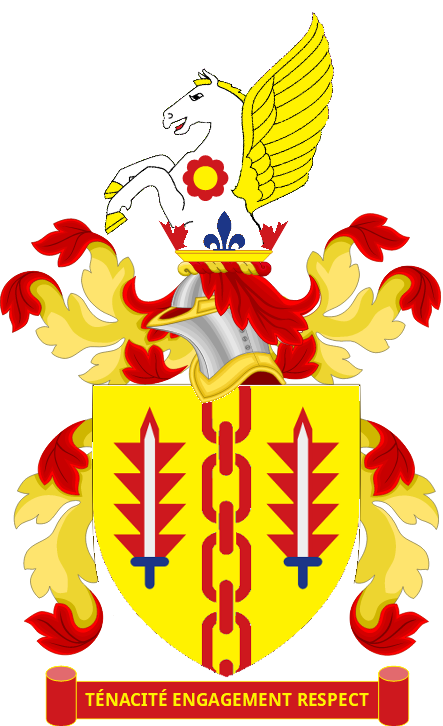

## Résultats électoraux
|                                                                                                 | Nom                    | Parti           | Nombre de voix | %      | Maj.  |
| ----------------------------------------------------------------------------------------------- | ---------------------- | --------------- | -------------- | ------ | ----- |
|                                                                                                 | Jean A. Joly (sortant) | Libéral         | 16 283         | 51,7 % | 2 579 |
|                                                                                                 | Michel Leduc           | Parti québécois | 13 704         | 43,5 % | -     |
|                                                                                                 | Luc Cloutier           | Parti citron    | 1 520          | 4,8 %  | -     |
| Total                                                                                           | Total                  | Total           | 31 507         | 100 %  |       |
| Le taux de participation lors de l'élection était de 79,3 % et 1 087 bulletins ont été rejetés. |                        |                 |                |        |       |

|                                                                                               | Nom                    | Parti                        | Nombre de voix | %      | Maj.  |
| --------------------------------------------------------------------------------------------- | ---------------------- | ---------------------------- | -------------- | ------ | ----- |
|                                                                                               | Jean A. Joly           | Libéral                      | 15 130         | 51,4 % | 1 931 |
|                                                                                               | Michel Leduc (sortant) | Parti québécois              | 13 199         | 44,8 % | -     |
|                                                                                               | Louis Roy              | NPD Québec                   | 668            | 2,3 %  | -     |
|                                                                                               | Guy Milot              | Parti indépendantiste (1985) | 371            | 1,3 %  | -     |
|                                                                                               | Jacques Forget         | Socialisme chrétien          | 81             | 0,3 %  | -     |
| Total                                                                                         | Total                  | Total                        | 29 449         | 100 %  |       |
| Le taux de participation lors de l'élection était de 80,2 % et 483 bulletins ont été rejetés. |                        |                              |                |        |       |